# متیو اودول
متیو اودول (انگلیسی: Matthieu Udol؛ زادهٔ ۲۰ مارس ۱۹۹۶) بازیکن فوتبال اهل فرانسه است.
از باشگاه‌هایی که در آن بازی کرده‌است می‌توان به باشگاه فوتبال سرن یونایتد و باشگاه فوتبال متس اشاره کرد.